# Torneo Clasificatorio Europeo de Voleibol Femenino Sub-20 de 2011
El Torneo Clasificatorio Europeo de Voleibol Sub-20 se llevó a cabo en Serbia, Croacia, Rusia y Eslovaquia del 18 al 22 de mayo. Los equipos compitieron por cinco cupos para el Campeonato Mundial de Voleibol Femenino Sub-20 de 2011 a realizarse en Perú.      

## Primera fase

### Clasificación
| Pos | Equipo     | PJ | PG | PP | SG | SP | PTS |
| --- | ---------- | -- | -- | -- | -- | -- | --- |
| 1   | Polonia    | 4  | 4  | 0  | 12 | 2  | 11  |
| 2   | Serbia     | 4  | 3  | 1  | 11 | 3  | 10  |
| 3   | Grecia     | 4  | 2  | 2  | 6  | 7  | 6   |
| 4   | Montenegro | 4  | 1  | 3  | 4  | 10 | 3   |
| 5   | Portugal   | 4  | 0  | 4  | 1  | 12 | 0   |

#### Resultados
| Fecha    | Encuentro             | Resultado | Set   | Set   | Set   | Set   | Set   | Puntuación total |
| Fecha    | Encuentro             | Resultado | 1     | 2     | 3     | 4     | 5     | Puntuación total |
| -------- | --------------------- | --------- | ----- | ----- | ----- | ----- | ----- | ---------------- |
| 18-05-11 | Grecia - Montenegro   | 3-1       | 21-25 | 25-21 | 25-22 | 25-20 |       | 96-88            |
| 18-05-11 | Serbia - Portugal     | 3-0       | 25-20 | 25-18 | 25-13 |       |       | 75-41            |
| 19-05-11 | Polonia - Portugal    | 3-0       | 25-17 | 25-19 | 25-16 |       |       | 75-52            |
| 19-05-11 | Serbia - Grecia       | 3-0       | 25-21 | 25-12 | 25-03 |       |       | 75-36            |
| 20-05-11 | Polonia - Montenegro  | 3-0       | 25-12 | 25-16 | 25-17 |       |       | 75-45            |
| 20-05-11 | Grecia - Portugal     | 3-0       | 25-22 | 25-19 | 25-13 |       |       | 75-54            |
| 21-05-11 | Polonia - Grecia      | 3-0       | 25-12 | 25-19 | 25-09 |       |       | 75-40            |
| 21-05-11 | Serbia - Montenegro   | 3-0       | 25-15 | 25-17 | 25-12 |       |       | 75-44            |
| 22-05-11 | Montenegro - Portugal | 3-1       | 25-11 | 25-20 | 20-25 | 25-14 |       | 95-70            |
| 22-05-11 | Polonia - Serbia      | 3-2       | 25-20 | 16-25 | 25-21 | 22-25 | 15-12 | 103-103          |

### Clasificación
| Pos | Equipo          | PJ | PG | PP | SG | SP | PTS |
| --- | --------------- | -- | -- | -- | -- | -- | --- |
| 1   | Bélgica         | 3  | 3  | 0  | 9  | 2  | 9   |
| 2   | República Checa | 3  | 2  | 1  | 7  | 3  | 6   |
| 3   | Croacia         | 3  | 1  | 2  | 3  | 6  | 3   |
| 4   | Rumania         | 3  | 0  | 3  | 1  | 9  | 0   |

#### Resultados
| Fecha    | Encuentro                 | Resultado | Set   | Set   | Set   | Set   | Set | Puntuación total |
| Fecha    | Encuentro                 | Resultado | 1     | 2     | 3     | 4     | 5   | Puntuación total |
| -------- | ------------------------- | --------- | ----- | ----- | ----- | ----- | --- | ---------------- |
| 19-05-11 | Bélgica - República Checa | 3-1       | 25-23 | 19-25 | 25-20 | 25-18 |     | 94-86            |
| 19-05-11 | Croacia - Rumania         | 3-0       | 25-22 | 28-26 | 25-15 |       |     | 78-63            |
| 20-05-11 | República Checa - Rumania | 3-0       | 25-19 | 25-15 | 25-15 |       |     | 75-49            |
| 20-05-11 | Bélgica - Croacia         | 3-0       | 25-22 | 25-15 | 25-18 |       |     | 75-55            |
| 21-05-11 | Bélgica - Rumania         | 3-1       | 25-23 | 25-11 | 22-25 | 25-14 |     | 97-73            |
| 21-05-11 | República Checa - Croacia | 3-0       | 25-08 | 25-15 | 25-07 |       |     | 75-30            |

### Clasificación
| Pos | Equipo    | PJ | PG | PP | SG | SP | PTS |
| --- | --------- | -- | -- | -- | -- | -- | --- |
| 1   | Rusia     | 4  | 4  | 0  | 12 | 1  | 12  |
| 2   | Alemania  | 4  | 3  | 1  | 9  | 6  | 8   |
| 3   | Finlandia | 4  | 2  | 2  | 8  | 8  | 6   |
| 4   | Israel    | 4  | 1  | 3  | 6  | 10 | 4   |
| 5   | Dinamarca | 4  | 0  | 4  | 1  | 12 | 0   |

#### Resultados
| Fecha    | Encuentro             | Resultado | Set   | Set   | Set   | Set   | Set | Puntuación total |
| Fecha    | Encuentro             | Resultado | 1     | 2     | 3     | 4     | 5   | Puntuación total |
| -------- | --------------------- | --------- | ----- | ----- | ----- | ----- | --- | ---------------- |
| 18-05-11 | Finlandia - Israel    | 3-1       | 25-21 | 22-25 | 25-23 | 25-14 |     | 97-83            |
| 18-05-11 | Rusia - Dinamarca     | 3-0       | 25-08 | 25-09 | 25-13 |       |     | 75-30            |
| 19-05-11 | Finlandia - Dinamarca | 3-0       | 25-12 | 25-12 | 25-19 |       |     | 75-43            |
| 19-05-11 | Rusia - Alemania      | 3-0       | 25-19 | 25-20 | 25-15 |       |     | 75-54            |
| 20-05-11 | Israel - Dinamarca    | 3-1       | 28-26 | 25-15 | 20-25 | 25-15 |     | 98-81            |
| 20-05-11 | Alemania - Finlandia  | 3-0       | 25-14 | 25-19 | 25-14 |       |     | 75-47            |
| 21-05-11 | Alemania - Israel     | 3-0       | 25-20 | 25-17 | 25-15 |       |     | 75-52            |
| 21-05-11 | Rusia - Finlandia     | 3-0       | 25-10 | 25-16 | 25-15 |       |     | 75-41            |
| 22-05-11 | Alemania - Dinamarca  | 3-0       | 25-14 | 27-25 | 25-14 |       |     | 77-53            |
| 22-05-11 | Rusia - Israel        | 3-0       | 25-12 | 25-19 | 25-07 |       |     | 75-38            |

### Clasificación
| Pos | Equipo     | PJ | PG | PP | SG | SP | PTS |
| --- | ---------- | -- | -- | -- | -- | -- | --- |
| 1   | Eslovaquia | 3  | 3  | 0  | 9  | 4  | 7   |
| 2   | Turquía    | 3  | 2  | 1  | 8  | 4  | 7   |
| 3   | Francia    | 3  | 1  | 2  | 6  | 6  | 4   |
| 4   | Bulgaria   | 3  | 0  | 3  | 0  | 9  | 0   |

#### Resultados
| Fecha    | Encuentro             | Resultado | Set   | Set   | Set   | Set   | Set   | Puntuación total |
| Fecha    | Encuentro             | Resultado | 1     | 2     | 3     | 4     | 5     | Puntuación total |
| -------- | --------------------- | --------- | ----- | ----- | ----- | ----- | ----- | ---------------- |
| 20-05-11 | Turquía - Bulgaria    | 3-0       | 25-16 | 25-17 | 25-17 |       |       | 75-50            |
| 20-05-11 | Eslovaquia - Francia  | 3-2       | 27-29 | 25-20 | 24-26 | 25-16 | 15-08 | 116-99           |
| 21-05-11 | Turquía - Francia     | 3-1       | 27-25 | 22-25 | 25-17 | 25-22 |       | 99-89            |
| 21-05-11 | Eslovaquia - Bulgaria | 3-0       | 25-11 | 25-12 | 25-20 |       |       | 75-43            |
| 22-05-11 | Francia - Bulgaria    | 3-0       | 25-21 | 25-21 | 25-15 |       |       | 75-57            |
| 22-05-11 | Eslovaquia - Turquía  | 3-2       | 25-19 | 18-25 | 25-20 | 14-25 | 19-17 | 101-106          |

## Clasificados alMundial Sub-20 Perú 2011
| Bandera de Polonia | Bandera de Bélgica | Bandera de Rusia | Bandera de Eslovaquia | Bandera de Serbia |
| Polonia            | Bélgica            | Rusia            | Eslovaquia            | Serbia            |
| ------------------ | ------------------ | ---------------- | --------------------- | ----------------- |